# Kniekehle

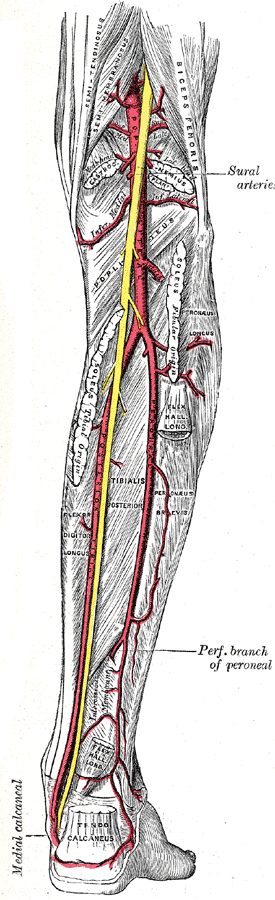
Kniekehle mit Gefäß-Nerven-Strang aus Nervus tibialis und Arteria poplitea

Die Kniekehle (lat.: Fossa poplitea oder Poples) oder hintere Kniegegend (Regio genus posterior, in der Tieranatomie Regio poplitea) ist die an der Beugeseite des Kniegelenks gelegene Körperregion zwischen Ober- und Unterschenkel. Sie ist beim Menschen flach und rautenförmig.
Die Kniekehle wird oben an der Außenseite vom Musculus biceps femoris und an der Innenseite vom Musculus semitendinosus und Musculus semimembranosus begrenzt. Unten begrenzen beide Köpfe des Musculus gastrocnemius die Kniekehle. Der Boden wird von der Kniekehlfläche (Facies poplitea) des Oberschenkelknochens, der Hinterwand der Gelenkkapsel und vom Musculus popliteus gebildet.
Die Haut der Kniekehle ist dünn. Sie wird vom Nervus cutaneus femoris posterior, an der Innenseite auch vom Nervus saphenus und an der Außenseite vom Nervus cutaneus surae lateralis innerviert. Direkt unter der Faszie der Kniekehle verläuft die Vena saphena parva.

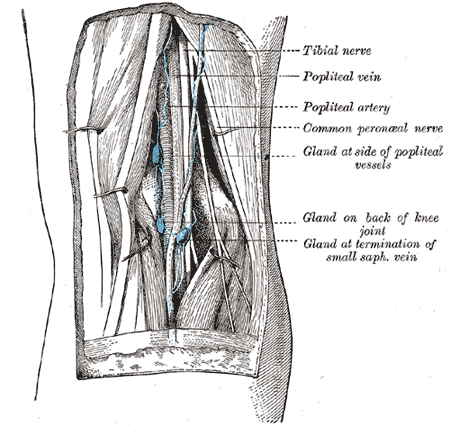
Nerven und Gefäße der Kniekehle

In der Kniekehle verlaufen der Nervus ischiadicus oder seine beiden Hauptäste (Nervus tibialis und Nervus fibularis  communis). Der Nervus tibialis zieht in der Kniekehle zwischen beide Gastrocnemiusknöpfe, während der Nervus fibularis communis zur Seite abbiegt und hinter dem Wadenbeinkopf an die Oberfläche tritt. Die Hauptgefäße stellen die Arteria poplitea und Vena poplitea dar. Die Arterie teilt sich beim Austritt aus der Kniekehle in die Arteria tibialis posterior und anterior. Der Gefäß-Nerven-Strang der Kniekehle tritt bei der Streckung des Knies wulstartig hervor.
Im Bereich der Kniekehle liegen die Kniekehllymphknoten (Lymphonodi poplitei).